# Nova Monte Verde
Nova Monte Verde est une municipalité brésilienne située dans l'État du Mato Grosso.